# Stéréotypes sur le viol
Les stéréotypes sur le viol (les études anglophones utilisent souvent l'expression mythes sur le viol) sont un ensemble de croyances erronées et stéréotypées, d'idées reçues, concernant l'agression sexuelle et le viol en particulier. Ces stéréotypes minimisent la gravité et les conséquences de ces actes, et conduisent à - plus ou moins inconsiemment - créer de l'hostilité envers les victimes, à les blâmer, et/ou à excuser les agresseurs,,. 
Ces stéréotypes et mythes sur le viol incluent des idées telles que : « les victimes provoquent leur agression par leur tenue ou comportement », « les viols sont souvent commis par des inconnus dans des lieux isolés », ou encore « une victime qui ne résiste pas physiquement consent implicitement » (non perception de la différence entre consentement et soumission librement consentie, soumission à l'autorité ou sidération). De nombreuses études ont montré que ces croyances sont profondément ancrées dans les normes socioculturelles patriarcales, et qu'elles ont une influence significative sur l'avis de jurés, de policiers, de détectives, de juges, de criminels, ainsi que sur les victimes, au détriment de la justesse des décisions prises en tribunal (même quand la loi est claire). Plus les jurés adhèrent à ces mythes, plus ils sont enclins à percevoir favorablement l'accusé et défavorablement la victime. Ces biais poussent à blâmer la victime, lui faire honte ou remettre en cause son témoignage ; ils biaisent l'évaluation des preuves et des témoignages, ce qui expliquerait, en partie, pourquoi les taux de condamnation pour viol sont faibles et pourquoi une certaine culture du viol se perpétue.
Pour lutter contre ces biais, des initiatives éducatives visent à déconstruire les mythes du viol, et pour certaines à sensibiliser les jurés et les professionnels du droit à l'impact de ces croyances sur la justice.

## Historique et concept
Les stéréotypes sur le viol trouvent leur origine dans certains préjugés culturels comme les rôles de genre traditionnels, l'acceptation de la violence entre personnes, et l'incompréhension de la nature et des conséquences d'une agression sexuelle.
Les stéréotypes du viol sont devenus un sujet d'étude dans les années 1970,,. En 1974, Susan Brownmiller dénonce les « mythes masculins du viol » qui « obscurcissent délibérément la nature du viol » dans son livre Against Our Will: Men, Women and Rape. La même année, les criminologues Julia et Herman Schwendinger étudient des stéréotypes répandus, entre autres la notion qu'une femme ne voulant pas être violée peut l'éviter, que les victimes de viol le « demandaient », et que les hommes violent en raison de passions et pulsions incontrôlables. Les études suggèrent que les stéréotypes sur le viol perpétuent la violence masculine sur les femmes en blâmant la victime, en excusant le violeur, et en minimisant ou justifiant le viol lui-même.
En 1980, Martha Burt publie la première étude d'envergure sur l'acceptation des stéréotypes sur le viol. Elle établit la définition de référence du concept : « préjugés stéréotypés et faux au sujet du viol, des victimes de viol et des violeurs [qui créent] un climat hostile pour les victimes de viol ».
En 1994, Kimberly A. Lonsway et Louise F. Fitzgerald définissent les mythes sur le viol comme les « attitudes et croyances généralement fausses,, mais répandues et persistantes, permettant de nier et de justifier l'agression sexuelle masculine contre les femmes, ». Les auteurs considèrent que « les théories sur l'agression sexuelle et la victimisation ont de plus en plus souligné le rôle des mythes sur le viol dans la perpétuation de l'agression sexuelle » tout en ajoutant que « bien qu'il y ait de plus en plus de recherches dans ce domaine, les définitions, la terminologie et les mesures d'intégration des mythes sur le viol manquent toujours de précision théorique et psychométrique ».
Précédemment, en 1998, Gerd Bohner, Marc-André Reinhard, Stefanie Rutz, Sabine Sturm, Bernd Kerschbaum et Dagmar Effler font état d'un compte-rendu dans l'« European Journal of Social Psychology » à l'issue d'une série de tests menés en double aveugle. Ils y esquissent les prémisses d'une définition propre au Rape Myth Acceptance,. Ils tentent également d'y circonscrire les mythes, croyances et préjugés qui serviraient opportunément à exonérer l'auteur d'un viol de toute responsabilité, quitte à reporter le fardeau du mal engendré sur la seule victime. Dans l'exemple « beaucoup de femmes ont pour fantasme d'être violées », on ne peut pas prouver que la chose est fausse parce qu'un fantasme est secret par définition. L'étendue des mythes varie avec le temps. Bohner propose la définition suivante : « des croyances descriptives ou prescriptives au sujet du viol (c'est-à-dire au sujet de ses causes, de son contexte, de ses conséquences, de ses responsables, de ses victimes et de leur interaction) qui servent à nier, minimiser ou justifier la violence sexuelle envers les femmes ».
Il existe un consensus sur l'existence de quatre catégories de stéréotypes sur le viol. : 
1. ceux qui blâment la victime pour leur viol,
2. ceux qui remettent en question la plainte de la victime,
3. ceux qui disculpent le violeur ;
4. ceux qui suggèrent que seul un certain type de femme peut être violé

Pour Lonsway, Fitzgerald et Diana L. Payne (1999), le terme de « stéréotype du viol » ne signifie pas qu'un scénario précis n'arrive jamais : par exemple, il y a « indéniablement une part de femmes » qui ont fait des fausses accusations de viol, et il existe effectivement des points communs entre beaucoup de femmes victimes de viol ; les stéréotypes sont cependant généralement faux par nature ; ils servent à nier et à justifier la victimisation des femmes.
En 2009, Jennifer Temkin — professeur de droit à l'université du Sussex — et Barbara Krahé — professeur de psychologie à l'université de Potsdam —, dans leur livre « Sexual assault and the justice gap: A question of attitude », démontrent la difficulté qu'ont les victimes d'agressions sexuelles à se faire entendre, ce qui explique, au moins en partie, la disproportion entre la quantité alarmante d'infractions enregistrées par les forces de l'ordre et le nombre anormalement bas de condamnations pénales qui s'ensuivent. Les autrices décryptent les modèles comportementaux qui compromettent les enquêtes tout en qualifiant ce champ d'investigation de zone de non-droit et elles proposent des stratégies palliatives qui pourraient aider les victimes à mieux se faire entendre lors de le dépôt de plainte. Elles proposent des mesures susceptibles de diminuer les mythes et préjugés courants qui freinent le parcours des victimes d'agressions sexuelles. Elles soulignent le rôle aggravant de — la suspicion, le doute, la remise en question des témoignages enregistrés et l'incrédulité réactionnelle qui en résulte —, qui contribuent de facto à favoriser une « survictimation » s'ajoutant à la douleur induite par l'agression elle-même.

## Stéréotypes communs sur le viol

### Stéréotypes concernant les femmes victimes de viols
Ces stéréotymes conduisent généralement mettre en question la plainte, et à blâmer la victime, qui serait consciemment ou inconsciemment responsable de son agression. Parmi les mythes très commun figurent les idées reçues suivantes :
Un mythe répandu est que le type de vêtements portés par la victime peut mener à une agression sexuelle, ou que le viol est la faute de la victime si elle porte des vêtements peu couvrants, jugés "provoquants",. 
De même si elle était sous l'emprise de l'alcool ou de drogues,,, ou si elle s'était rendue seule dans la maison ou dans la voiture de son agresseur.
Les femmes mentiraient régulièrement au sujet du viol,,,,.
Elles pourraient inventer un viol pour se venger, ou pour surmonter leur culpabilité après des rapports qu'elles regrettent, ou pour justifier une grossesse, ou pour attirer l'attention sur elles.
Une femme qui dit « non » penserait en réalité « oui » ; la violence serait sexuellement excitante pour les femmes ; la victime aurait pu résister si vraiment elle n'était pas consentante, ; « Elle l'a voulu, ou elle a aimé »…
Si elle était une véritable victime de viol, elle aurait porté plainte immédiatement après les faits,,,,.

#### Stéréotypes favorables au violeur
certains estiment que :
Un homme qui rend service, qui propose un travail, ou qui paie pour un dîner serait en droit de recevoir des faveurs sexuelles en échange. [réf. nécessaire]
Un viol ne serait pas un viol s'il n'y a pas eu de résistance physique de la victime, ou qu'elle ne porte pas de traces de blessures,,. Ce n'est pourtant pas le cas si la victime est privée d'au moins un sens, inconsciente, sous la menace ou piégée dans une relation manipulatrice ou de domination,,.
Certaines femmes souhaiteraient secrètement être violées.
Les hommes seraient incapables de se contrôler une fois excités sexuellement ; les femmes seraient donc responsables d'un viol si elles font ce qui semble être un premier pas, ou si elles permettent de faire les premiers pas. Un corollaire de ce mythe est qu'accepter d'embrasser ou de caresser quelqu'un est un acte de consentement à l'acte sexuel entier. Les violeurs seraient atteints d'une maladie mentale qui les empêcherait de contrôler leurs pulsions sexuelles,.
Le viol serait un acte sexuel avant tout, plutôt qu'un acte d'humiliation ou de violence.

#### Stéréotypes sur les points communs entre femmes victimes de viol
On estime souvent à tort que la plupart des viols sont perpétués par des inconnus,, alors qu'en réalité, il s'agit le plus souvent d'amis, de membres de la famille ou d'autres connaissances de la victime,. Le stéréotype du violeur inconnu de la victime et qui l'attaque dans un parking sombre est également répandue. En réalité, dans 8 cas sur 10 la victime connait son agresseur, 67 % des viols sont commis au domicile (de la victime ou de l'agresseur) et 45 % des viols sont commis la journée et non la nuit. De même, un mythe estime qu'il est impossible de violer sa partenaire romantique ou sexuelle, ou quelqu'un avec qui on a déjà eu des rapports.
Un autre mythe établit que seulement certains « types » de femme sont victimes de viol : celles qui flirtent, sont extraverties, qui s'habillent de façon provocante, qui consomment de l'alcool et des drogues ou qui font preuve de promiscuité.

### Stéréotypes concernant les hommes victimes de viols
Si la plupart des recherches se penchent uniquement sur les femmes victimes de viol, il existe des mythes sur le viol des hommes, que ce soit par des femmes ou par d'autres hommes. Ces mythes incluent l'idée qu'être victime de viol s'accompagne d'une perte de virilité ou que les hommes violés par d'autres hommes doivent être homosexuels. Ils estiment également qu'un homme ne peut pas être forcé à des rapports, parce qu'il ne peut pas avoir de rapports sans être stimulé sexuellement. D'autres stéréotypes incluent l'idée qu'un homme doit pouvoir se défendre contre une agression sexuelle, qu'ils sont toujours prêts à accepter une opportunité de rapport sexuel, ou qu'ils sont moins affectés psychologiquement que les femmes après avoir été victimes d'une agression sexuelle.
Plus généralement, les stéréotypes sur le viol des hommes s'articulent en trois catégories : que le viol des hommes n'existe pas, que le viol des hommes est la faute de la victime, et que les hommes sont moins traumatisés par un viol que les femmes. Les deux dernières catégories sont plus répandues lorsqu'il s'agit d'une femme qui viole un homme.
- Les hommes ne seraient pas vulnérables. Or les gens oublient parfois que les jeunes garçons peuvent être faibles et vulnérables face à des malfaiteurs, qui sont souvent plus forts et peuvent utiliser n'importe quel moyen[46]. Un homme adulte peut aussi ne pas pouvoir se défendre, ou avoir peur de le faire. Il peut aussi être manipulé, ou être sous l'emprise de drogue ou d'alcool.
- Une érection impliquerait le consentement. Or Roy J. Levin et Willy Van Berlo ont écrit dans un article dans le Journal of Clinical Forensic Medicine (« Revue de la médecine légale clinique ») qu'une stimulation génitale légère ou du stress peuvent provoquer une érection « même sans la présence de stimulation sexuelle ». Une érection ne veut donc pas dire que l'homme est consentant. Les hommes peuvent avoir des érections même dans des situations sexuelles traumatiques ou douloureuses[46]. Similairement à la réponse érectile féminine, la réponse érectile masculine est involontaire[47],[48], ce qui veut dire que l'homme n'a pas besoin d'être excité pour avoir une érection et qu'une stimulation mécanique est tout ce qui est nécessaire. Un homme peut aussi avoir une érection par peur ou par intimidation, surtout si la personne est plus âgée ou est une figure d'autorité[49].
- Les hommes seraient moins traumatisés. Or beaucoup d'études montrent que les effets long termes sont très néfastes pour les deux sexes, et que les hommes sont peut-être plus affectés à cause de la stigmatisation sociale et de l'incrédulité entourant leur victimisation[46]. Eogan et Richardson notent que les hommes tendent à ressentir une colère plus intense que les femmes, et que les deux sexes traversent des sentiments de détresses similaire après un viol.
- Subir un viol aurait un impact sur l'orientation sexuelle. Or les experts ne pensent pas que les abus sexuels jouent un rôle significatif dans l'orientation sexuelle plus tard. Des recherches par Jane Gilgun, Judith Becker et John Hunter indiquent que même si beaucoup de malfaiteurs ont été eux-mêmes victimes d'abus sexuels, la majorité des victimes ne deviennent pas des malfaiteurs dans leur adolescence[46].
- Un homme violé par une femme serait chanceux. La coordinatrice de "Ontario Coalition of Rape Crisis Centres" (La coalition d'Ontario des centre de crise du viol) Nicole Pietsch a indiqué que les hommes victimes font face à des barrières, notamment un mythe qui voudrait qu'un homme violé par une femme ne peut que l'avoir voulu. Dans ce cas, le public pourra dire que la victime est chanceuse, en caractérisant l'expérience comme positive même si elle ne l'est pas du tout[50].

## Conséquences des mythes au sujet du viol
La prévalence des stéréotypes sur le viol est au cœur de la faute de la victime et de la stigmatisation des victimes de viol. Ces stéréotypes peuvent pousser les victimes de viol à se blâmer elles-mêmes pour l'agression et à ne pas porter plainte. Ils influencent également les réactions des juges et des jurys au tribunal, ce qui a un impact négatif sur les victimes. Plusieurs études montrent que les policiers ont tendance à douter des témoignages des victimes, et que beaucoup d'entre eux croient à certains stéréotypes répandus sur le viol,.
L'acceptation des stéréotypes sur le viol est plus importante chez les hommes que chez les femmes en moyenne. Patricia Martin, John Reynolds et Shelley Keith suggèrent qu'un système judiciaire masculin diffère d'un système de jury où les femmes et les hommes sont représentés de façon paritaire. Mallios et Meisner ajoutent que ces stéréotypes peuvent être utilisés pour utiliser les préjugés du jury et changer son verdict. Le problème est aggravé par le fait que les policiers, les juges et les médecins, entre autres, sont majoritairement des hommes : les violeurs, hommes ou femmes, ne sont que très rarement condamnés si aucun autre crime n'accompagne l'agression sexuelle elle-même.

## Mesure d'acceptation des stéréotypes
Plusieurs échelles ont été créées pour mesurer à quel point une personne croit aux stéréotypes sur le viol.
1. le Rape Myth Acceptance Scale (RMA ou RMAS), publiée en 1980, par Martha Burt. Cette échelle est basée sur les réponses à 19 questions : les dix premières sont des affirmations suggérant que les victimes de viol sont responsables de leur viol : on demande au sujet de les noter sur une échelle en sept points de « tout à fait d'accord » à « pas du tout d'accord ». La onzième affirmation demande s'il est vrai que n'importe quelle femme peut potentiellement être victime de viol. Les questions finales demandent au sujet de deviner quel pourcentage d'accusations de viol sont fausses, puis de décider de s'ils vont croire une victime de viol à partir de certaines caractéristiques, comme leur genre, leur ethnicité, leur âge ou leur lien (familial, par exemple) avec le sujet[56].
2. l' Illinois Rape Myth Acceptance Scale (IRMA), en 45 questions, a été développée par Diana Payne, Kimberly Lonsway et Louise Fitzgerald en 1999. Ces 45 questions incluent notamment les phrases suivants : « Elle l'a cherché ; Ce n'était pas vraiment un viol ; Il n'a pas fait exprès ; Au fond, elle en avait envie ; Elle a menti ; Le viol est trivial ; Le viol est une déviance »[14].
3. la Chinese Rape Myth Acceptance Scale (CMRA) se base sur l'IRMA et mesure l'acceptation des stéréotypes sur le viol dans la société chinoise en particulier. L'échelle reprend la définition légale chinoise du viol, qui ne mentionne ni le viol conjugal, ni les victimes masculines. De plus, la définition du viol exclut tout autre acte que la pénétration d'un vagin par un pénis : elle exclut les violences sexuelles avec pénétration « incluant le sexe oral, le sexe anal, et la pénétration du vagin ou de l'anus par d'autres parties du corps comme les doigts ou par des objets ». Le CRMA garde 25 des 45 questions de l'IRMA et s'appuie sur cinq affirmations : 
« les victimes de viol veulent être violées ; les accusations de viol sont souvent fausses ; le viol implique une violence ; les victimes sont responsables de leur agression ; le viol peut être justifié »[57].

## Fréquence

### Dans la population
Il a été montré aux États-Unis, en utilisant des échelles de mesure de l'adhésion aux mythes autour du viol (avec des questions fermées), qu'entre 25 % et 35 % des gens adhèrent à la majorité de ces mythes. Cependant dans une étude utilisant des questions ouvertes, près de 66 % des personnes interrogées approuvaient les mythes autour du viol.
Une constante dans la littérature est que les hommes adhèrent plus souvent aux mythes autour du viol que les femmes, et plus particulièrement les hommes adoptant une attitude masculine stéréotypée,. Le sexisme hostile à l'endroit des femmes est corrélé à l'adhésion aux mythes autour du viol, mais c'est également le cas de certaines idées du sexisme bienveillant comme « les sexes sont complémentaires » ou « les femmes sont toutes des princesses,,».

### Dans les médias
Les médias entretiennent généralement les idées reçues à propos du viol en insistant sur le fait que la victime peut être une menteuse ou qu'elle a provoqué l'agresseur, qui lui a tout d'un « homme bien ».
En 2007, la parution du livre « Le plaisir de tuer », coécrit par Michel Dubec expert psychiatre assermenté auprès des tribunaux nationaux et la journaliste Chantal de Rudder, a soulevé un tollé en France parce que certains propos ressemblent à une « légitimation du viol ». Les thèses développées par Michel Dubec ont suscité l'émoi d'associations qui ont dénoncé ses propos qualifiés d'« outranciers » voire susceptibles, selon elles, de constituer une « justification du viol ». La teneur du livre évoque la rencontre et les entretiens de Michel Dubec avec le violeur et tueur en série Guy Georges.

Entre autres passages décriés, l'auteur écrit ce qui suit : 

« Il existe un intérêt à obtenir la défaveur de sa partenaire, pas seulement ses faveurs ; à faire crier la femme, peu importe la nature de ses cris. (…) Si un homme est trop respectueux d'une femme, il ne bande pas,. »

### Dans certaines campagnes de prévention contre le viol
Les études de F. W. WinkelH 3 et E. D. KleuverH 4 visent à mettre en lumière la possibilité que les campagnes d'information n'aient pas pour effet de dissiper les idées reçues sur le viol, puisque « les idées fausses sur le viol s'expriment dans la différence de points de vue entre les annonceurs et leur public » et que « dans le cas du mythe disant que les victimes de viol sont les premières responsables de leur sort, la conséquence est que les campagnes de prévention ou d'information risquent finalement de renforcer le mythe ».
Une campagne de prévention contre le viol en Hongrie en 2014 mettant l'accent sur le comportement des femmes finit en ces termes tehetsz rola, tehetsz ellene « Tu y es pour quelque chose, tu peux faire quelque chose pour éviter ça »
Une campagne au Royaume-Uni en 2015 conseille aux femmes de rester groupées lorsqu'elles sortent la nuit ou encore de ne pas consommer d'alcool.
Aux États-Unis une campagne insiste elle aussi sur les effets de l'alcool : « Elle ne voulait pas le faire mais elle n'a pas pu dire non »
Ces campagnes s'adressent aux victimes potentielles de viol en leur conseillant d'adapter leur comportement afin d'éviter d'être agressées. Le viol est présenté comme la conséquence d'un comportement inadapté de la part de la victime, et non d'un comportement abusif de l'agresseur.

## Conséquences

### Pour les victimes
Selon Berenike Waubert de Puiseau, « une explication au refus de victimes de porter plainte contre leur agresseur proviendrait d'un déni passif du viol. De nombreuses victimes croient que les caractéristiques du viol qu'elles ont subi ne correspondent pas aux caractéristiques de ce qu'elles pensent être un « vrai viol ».
La distorsion qui existe entre les mythes sur le viol et la réalité du viol, qui est bien plus large, est déstabilisante pour la victime. La victime peut se sentir coupable (de ne pas s'être débattue, de porter une jupe « trop courte », d'avoir invité l'agresseur chez elle, d'avoir accepté de boire un verre avec l'agresseur…) car elle ne se considère pas comme une « vraie » victime. Elle peut également ne pas être crue (puisque, selon le mythe, la victime accuse souvent l'agresseur à tort de viol). Ces préjugés rendent difficile la reconnaissance et la prise en charge judiciaire des viols.

### Pour les coupables
Dans un article publié en avril 2004 dans le « Journal of Interpersonal Violence », Patrick Chiroro, Gerd Bohner, G. Tendayi Viki et Christopher I. Jarvis postulent que les individus dont l'adhésion aux mythes entourant le viol est élevée seraient davantage enclins à passer à l'acte. Les auteurs consacrent trois études à ce qu'ils désignent par le sigle RMA ou « Rape Myth Acceptance, ». Leurs conclusions aboutissent à des hypothèses controversées — quand bien même elles corroborent en partie les arguments avancés par plusieurs courants, notamment les mouvements féministes — selon lesquelles la propension au viol, voire l'attrait induit par l'exercice de la violence sexuelle, tireraient ses racines, conscientes ou inconscientes, dans une velléité de domination abusive. L'excitation sexuelle du violeur s'avérerait donc essentiellement subordonnée à la densité de son emprise sur sa « proie ».
Les agresseurs ont tendance à minimiser les faits (ce n'était pas vraiment un viol puisqu'il ne l'a pas brutalisée physiquement) car ils n'associent pas leurs actes à ce qu'est un « vrai viol », ils ne s'associent pas à l'image du violeur véhiculée par les mythes sur le viol (un inconnu violent) et ont tendance à reporter la faute sur la victime (elle était habillée sexy, elle l'a excité, elle ne s'est pas débattue).

### Recherches
1. 1 2  Lonsway et Fitzgerald 1994, p. 134.
2. 1 2  Lonsway et Fitzgerald 1994, p. 133-164.
3. 1 2  Winkel 1994, p. 262-272.
4. 1 2  Winkel et Kleuver 1997, p. 513-529.
5. 1 2  Waubert de Puiseau 2012, p. 1-4.
6. 1 2 3 4  Bohner, Reinhard, Rutz, Sturm, Kerschbaum et Effler 1998, p. 257-268.
7. 1 2 3  Chiroro, Bohner, Viki et Jarvis 2004, p. 427-442.
8. ↑  Temkin et Krahé 2008, p. 588-590.
9. ↑  Berliner 2009, p. 492-493.
10. 1 2 3  Dubec et Rudder 2007, p. 213.
11. 1 2  Buddie et Miller 2001, p. 139-160.
12. ↑  Kopper 1996, p. 81-93.
13. ↑  Pollard 1992, p. 307-326.
14. ↑  Abrams et al. 2003, p. 111-125.
15. ↑  Abrams et al. 2003, p. 295-303.
16. ↑  Chapleau, Oswald et Russell 2007, p. 131-136.
17. 1 2 3 4 5  Dubec Rudder, p. 211, 212, 213.